# Euríalo (mitología)

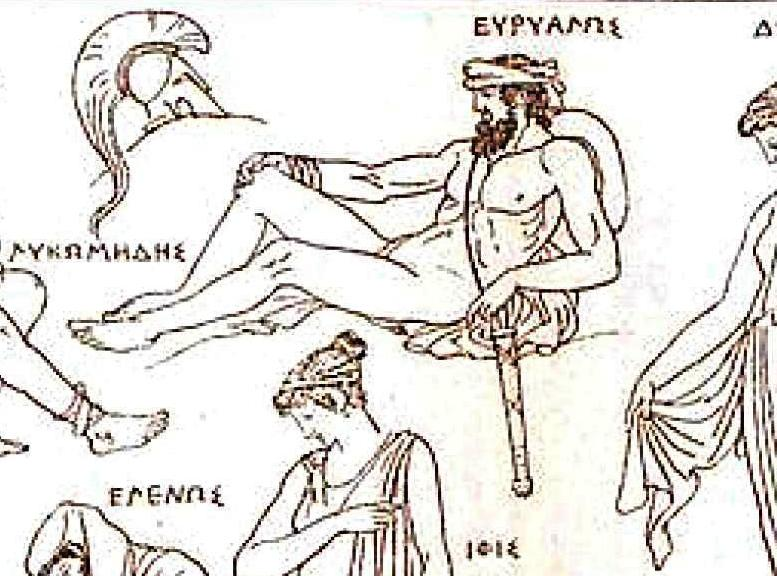
Figura de Euríalo en la reconstrucción de Carl Robert del fresco de Polignoto que representaba la Iliupersis.

En la mitología griega, Euríalo (Εὐρύαλος / Eurýalos), hijo de Mecisteo, fue uno de los argonautas que acompañaron a Jasón en la busca del vellocino de oro. 

## En laIlíada
En la Ilíada, se habla tres veces del personaje de Euríalo:
En la primera, en el catálogo de naves, se lo presenta junto con Diomedes y Esténelo como caudillo del contingente aqueo proveniente de la Argólida que participa en la guerra de Troya.
En el canto VI, se muestra a Euríalo en la batalla derrotando a Dreso, Ofeltio, Esepo y Pédaso.
La tercera es en los juegos fúnebres en honor de Patroclo: alentado por Diomedes, Euríalo se enfrenta con Epeo en el pugilato, y es vencido.